# Mémorial des déportations
Le mémorial des déportations est un musée situé dans le 2e arrondissement de Marseille.
Rattaché au Musée d'histoire de Marseille, il rend compte des politiques de répression et de persécution à Marseille durant l'occupation allemande.

## Situation
Le mémorial est installé au pied du fort Saint-Jean dans un  blockhaus construit par l'armée allemande pendant la Seconde Guerre mondiale. Il fait face aux quartiers de la rive nord du Vieux-Port détruits à la suite de la  rafle de Marseille des 22, 23 janvier 1943.

## Historique
Le « mémorial des camps de la mort » est inauguré en 1995 à l'occasion du cinquantième anniversaire de la libération des camps de concentration. Il est alors destiné à retracer l'histoire et à entretenir la mémoire des victimes du nazisme. Il doit fermer en 2012 en raison des travaux d’aménagement du Fort Saint-Jean et du MuCEM et d’un besoin de mise aux normes pour l'accueil des publics. Sa réouverture est prévue pour le début de l'année 2014, puis pour 2015.
Devenu « mémorial des déportations », il est enfin ouvert au public le 20 décembre 2019 avec un parcours muséographique renouvelé, plus axé sur la singularité de Marseille durant la Seconde Guerre mondiale.

## Présentation
Organisé sur trois niveaux, le parcours muséographique s’attache à transmettre l’histoire et la mémoire des hommes, femmes et enfants arrêtés puis déportés parce que nés juifs ou réprimés en tant que politiques, résistants, otages ou « suspects », à Marseille et dans sa région.
Les événements de l’année 1943 menés par les nazis avec la collaboration du régime de Vichy sont longuement évoqués : rafles des communautés juives, évacuations et destruction des « vieux quartiers », criblage des habitants à Fréjus et déportations.
Le mémorial doit s'enrichir de nouveaux contenus au fil de travaux de recherche animés par un comité scientifique et grâce à des partenariats.
Il est intégré à la « voie historique » reliant le musée d'histoire au MuCEM à travers la ville ancienne de Marseille.